# Canon EF-S 17-55mm
Il Canon EF-S 17-55mm f/2.8 IS USM è un obiettivo zoom standard per DSLR Canon con attacco Canon EF-S. L'angolo di campo offerto da questo obiettivo è equivalente a quello di un obiettivo 27-88mm su formato 35mm.

## Caratteristiche

### Pregi
Questo obiettivo è considerato "uno tra i migliori obiettivi standard disponibili"
e ideale per fotografie con scarsa luce su DSLR APS-C Canon.
L'apertura fino ad f/2.8, insieme alla stabilizzazione  dell'immagine fino a 3 stop, rende il 17-55 molto utilizzabile in condizioni di scarsa luce, in confronto al meno luminoso Canon 18-55mm f/3.5-5.6 IS, una tra le lenti in kit più popolari, e per questo il 17-55 è più indicato per fotografie a mano libera e con scarsa luce naturale.

### Critiche
Questo obiettivo è stato spesso criticato per la presenza di flare quando utilizzato senza paraluce, e soprattutto con filtri UV di bassa qualità.
Il 17-55 presenta una vignettatura ad f/2.8 di circa 0.5-1 EV lungo l'escursione focale.
Le aberrazioni cromatiche sono una debolezza relativa alla focale più grandangolare, in particolare agli angoli ed ai bordi, ma è abbastanza contenuto per un obiettivo zoom a questa lunghezza focale.
Alcuni utilizzatori hanno riportato che quest'obiettivo tende a raccogliere molta polvere al suo interno.

### Qualità
Il 17-55mm non è una lente della serie L, ma ha degli elementi UD (Ultra-low dispersion, a bassa dispersione), che sono solitamente riservati agli obiettivi serie L, ed alcuni sostengono che il 17-55 abbia una qualità d'immagine comparabile agli obiettivi serie L. Alcuni considerano la decisione di non aver progettato quest'obiettivo come una serie L come una scelta di marketing.
"I test sulla risoluzioni sono tra i migliori visti fino ad adesso per una lente zoom standard per formato ridotto"
La qualità costruttiva è inferiore agli obiettivi serie L (corpo in plastica e non in lega di magnesio), ma superiore a quella del Canon EF-S 17-85mm.

## Obiettivi simili
Diversamente dalla maggior parte degli altri obiettivi EF-S, il 17-55 non ha un equivalente diretto tra gli obiettivi EF. Come zoom standard EF-S, le alternative sono il EF-S 18-55mm f/3.5-5.6 IS, che è una lente da kit economica, e il EF-S 17-85mm f/4-5.6 IS USM, che è una via di mezzo tra il 18-55mm e il 17-55mm in alcuni campi (dipende se viene comparato alla vecchia od alla nuova versione del 18-55), e presenta una escursione focale più estesa dal lato tele.
Il 17-55 viene a volte confrontato con il EF 17-40mm f/4L USM, che ha una qualità d'immagine simile (nonostante questo sia un obiettivo serie L e il 17-55 non lo sia), anche se l'apertura massima di f/2.8 del 17-55 e lo stabilizzatore d'immagine lo rendono migliore per fotografia a mano libera e in condizioni di luce precaria.
Il Canon EF 28-90mm, sebbene abbia una lunghezza focale equivalente al 17-55, è una lente da kit molto economica e non è confrontabile con il 17-55, in quanto ha una minore apertura massima, qualità d'immagine inferiore e non è dotato di stabilizzatore d'immagine.